# Reckful
Reckful, né Byron Daniel Bernstein 8 mai 1989 et mort le 2 juillet 2020, est un streamer Twitch américano-israélien et un joueur professionnel d'esports. Il est surtout connu dans la communauté des joueurs pour ses réalisations dans World of Warcraft et Asheron's Call,,.

## Biographie

### Jeunesse (1989-2009)
Byron Daniel Bernstein est né dans une famille juive d'Itamar et Judith Bernstein à Los Angeles. Il avait deux frères aînés nommés Guy et Gary ; Guy, l'aîné, s'est suicidé quand Bernstein avait six ans,,. Byron Bernstein a déclaré qu'il était « un enfant ringard que personne n'aimait » à l'école primaire et qu'on se moquait de ses difficultés à parler anglais, qui était sa deuxième langue. Bernstein a déclaré qu'il était un élève doué et bon en mathématiques, mais que les moqueries le décourageaient de participer à l'école. Lorsqu'il est entré au lycée, il s'est fait des amis à l'école, mais a déclaré que sa vie tournait autour du jeu vidéo Asheron's Call, qui a perdu de sa popularité alors que World of Warcraft gagnait en popularité, et il est tombé dans des crises de dépression et a tenté de se suicider. À 16 ans. Il a ensuite abandonné ses études secondaires, également à cause de la dépression. Il a dit qu'il reconnaissait que les jeux vidéo étaient pour lui une forme d'évasion.
Byron Bernstein a déclaré que la mort de son frère avait eu un effet profond sur sa vie et sur ses luttes ultérieures contre la dépression. Bernstein a reçu un diagnostic de trouble bipolaire de type II lorsqu'il était enfant,,. Bernstein a déclaré que sa famille avait refusé de le laisser essayer des inhibiteurs sélectifs de la recapture de la sérotonine parce qu'elle pensait que le Prozac avait entraîné la mort de son frère. Lors d'un voyage à Amsterdam, il a essayé les champignons à psilocybine, qui, selon lui, l'ont aidé pour la première fois.

### Début au gaming (2009-2011)
Bernstein était un joueur professionnel de World of Warcraft, surtout connu pour son style de jeu innovant de la classe « voleur », et un pionnier de la diffusion en direct de jeux vidéo sur Twitch. Sa popularité dans le jeu a commencé lorsqu'il a terminé dans le top 0,1 % du classement compétitif sans utiliser ce qui était considéré à l'époque comme des mécanismes de jeu essentiels. Il a terminé dans le top 0,1 % de la base de joueurs plusieurs saisons de compétition consécutives. Il a participé à une poignée de tournois et a remporté le tournoi World of Warcraft de la Major League Gaming en 2010.

### Succès (2011-2020)
En 2011, Bernstein sort le film de jeu Reckful 3[pas clair]. Il a atteint un million de vues en une semaine (en janvier 2022, la vidéo avait plus de six millions de vues). Il a ensuite remporté le concours des meilleurs joueurs de WarcraftMovies, dans lequel les joueurs ont voté pour le joueur de l'année. En 2012, il devient développeur, responsable des opérations et concepteur chez Feenix, une société de souris de jeu. Il a créé sa chaîne YouTube en octobre 2012 et a suivi en novembre avec sa première vidéo, Reckful 5 stack Taste for Blood.
En 2017, Bernstein était classé quatrième dans la liste des dix streamers les plus riches de The Gazette Review[source secondaire souhaitée]. Il prétendait avoir une valeur nette de 1,5 million de dollars et recevait jusqu'à 50 000 téléspectateurs par flux. Bernstein a joué au poker et a participé à l'événement principal de l'Unibet Open London 2016, mais a été éliminé tôt[source secondaire souhaitée]. En novembre 2017, il a participé à un événement de poker caritatif sponsorisé par PokerGO. L'événement a été remporté par itsHafu,.

### Dernières années et mort (2018-2020)
En mai 2018, Bernstein a commencé à publier un podcast intitulé Tea Time with Byron, qui présente de longues interviews avec des invités notables des communautés de jeux et de streaming tels que Pokimane et Hikaru Nakamura. Au total, six épisodes ont été diffusés, le dernier le 31 mars 2020,.
Avant sa mort, Bernstein était en train de créer un MMO appelé Everland.
Bernstein s'est suicidé le 2 juillet 2020,,,.
En août 2020, Blizzard et World of Warcraft ont rendu hommage à Bernstein avec un entraîneur en jeu, nommé d'après son alias en ligne Reckful. Le personnage est placé à l'intérieur de la Cathédrale de Lumière, un point de repère du jeu où la communauté s'est réunie pour rendre hommage à Bernstein après l'annonce de sa mort.

## Réalisations LAN

### World of Warcraft
- 3e Place MLG Dallas 2009[25]
- 2e Place MLG Orlando 2009[26]
- 2e Place MLG Columbus 2010[27]
- 1er Place MLG Washington DC 2010[28]

### Hearthstone
- 3e–4e Place 2013 Innkeeper's Invitational